# Neptosternus taiwanensis
Neptosternus taiwanensis är en skalbaggsart som beskrevs av Lars Hendrich och Michael Balke 1997. Neptosternus taiwanensis ingår i släktet Neptosternus och familjen dykare. Inga underarter finns listade i Catalogue of Life.